# Dédié à toi
Dédié à toi è un album in studio della cantante franco-italiana Dalida, pubblicato nel 1979.
Dalida è ora distribuita da Carrere e non più da Sonopresse.
Il titolo dell'album prende il nome della versione in francese del brano Dedicato di Loredana Bertè, tradotto per Dalida da Pierre Delanoë.
Questo disco contiene numerosi successi e brani essenziali del repertorio della cantante, tra cui la celebre Monday Tuesday… Laissez-moi danser, cover di Sei nell'anima di Toto Cutugno, che rimane uno dei maggiori successi della cantante durante la sua carriera. La febbre da discoteca continua a far ballare il mondo intero, quindi Orlando decide di trattare la melodia offerta da Cutugno in versione disco. Dalida canterà la canzone in francese e un coro maschile le risponderà in inglese con le parole di Jeff Barnel.  
Dopo Génération 78, Dalida fa ballare i francesi nelle discoteche. Laissez-moi danser diventa una delle hit dell’estate 1979. 
Barnel comporrà anche per Dalida un tributo alla sua terra natia: Helwa ya baladi. Questo pezzo, considerato un inno nei paesi del Medio Oriente, verrà cantato durante una serie di concerti che terrà in Egitto sempre nel 1979. 
Per la seconda volta, dopo Pour ne pas vivre seul del 1972, Dalida parla dell’omosessualità con il brano Depuis qu'il vient chez nous. La canzone racconta la storia di una donna che scopre l’omosessualità del suo compagno, innamorato di un giovane ragazzo. 
Nell’album compaiono, inoltre, due brani d’autore: Quand on n’a que l’amour di Jacques Brel (in una nuova versione riorchestrata; Dalida aveva già cantato questo brano nel 1957) e Vedrai Vedrai di Luigi Tenco (per la prima volta dopo il 1967, Dalida canta un altro brano di Tenco).

## Tracce
Lato A
1. Dédié à toi (versione in francese di Dedicato)
2. Vedrai vedrai
3. The Lambeth Walk (versione in inglese)
4. Quand on n'a que l'amour (versione 1979)
5. Helwa ya Baladi

Lato B
1. Monday Tuesday... Laissez-moi danser
2. Va, va, va
3. Problemorama (L'argent, l'argent...)
4. Depuis qu'il vient chez nous
5. Comme disait Mistinguett